# Vogelpredigt

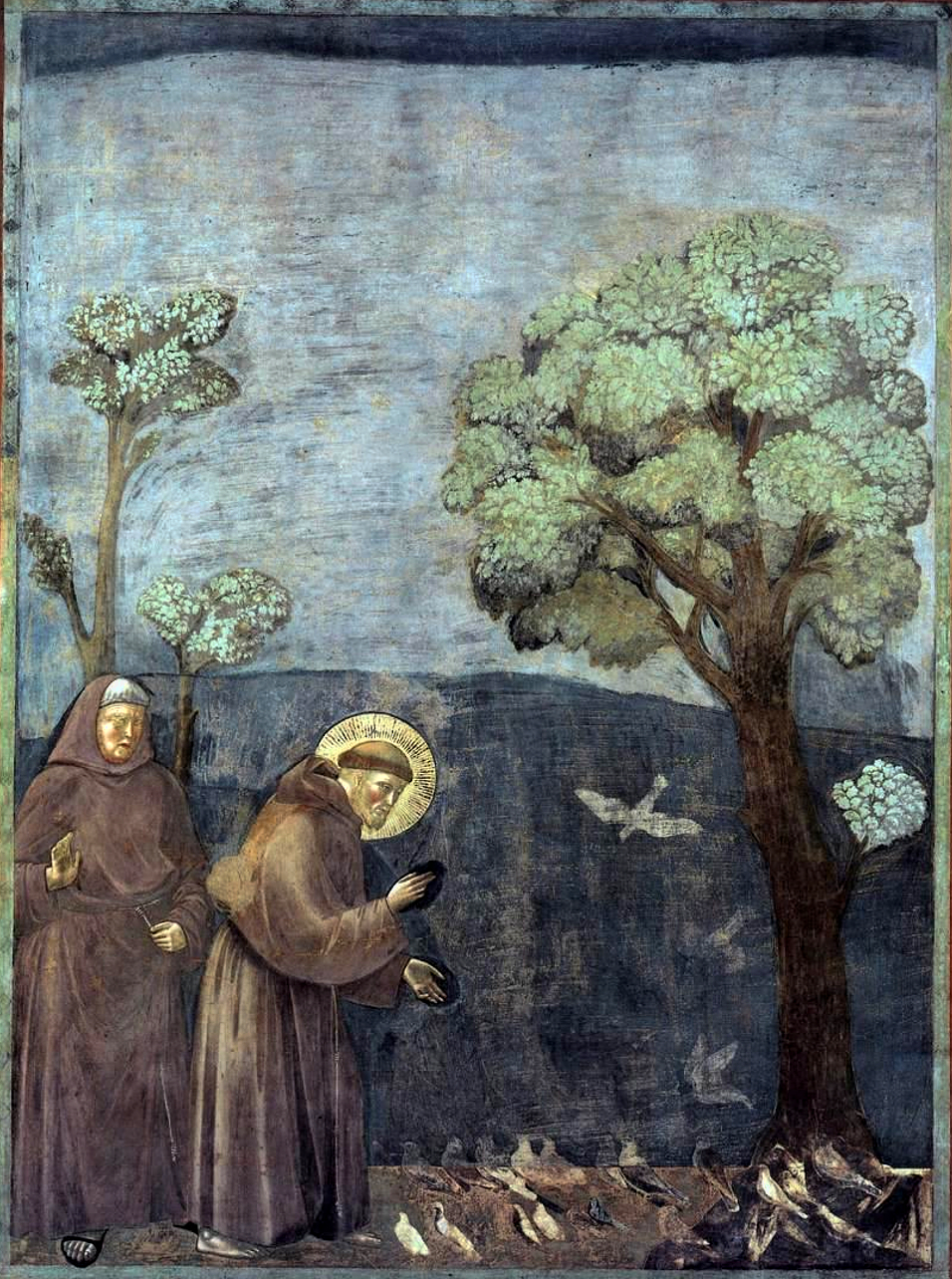
Auf einem Fresko in der Basilika San Francesco stellte Giotto di Bondone um 1295 die Vogelpredigt dar.

Die Vogelpredigt gehört zu den bekanntesten Predigten von Franz von Assisi.

## Quellen

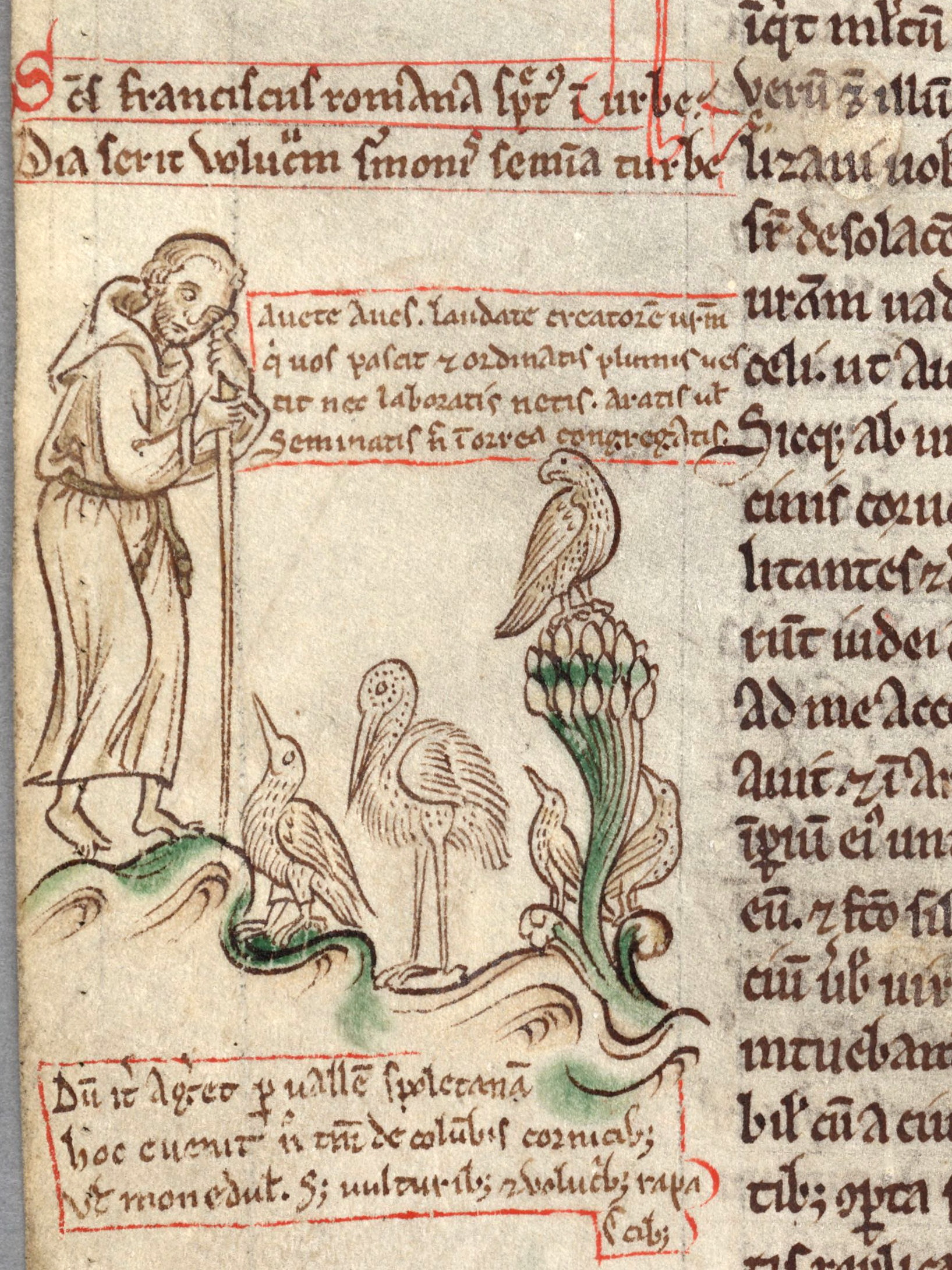
Chronica maiora: Die Vogelpredigt des Franz von Assisi (Cambridge, Corpus Christi College, MS 16 II, fol. 70v)

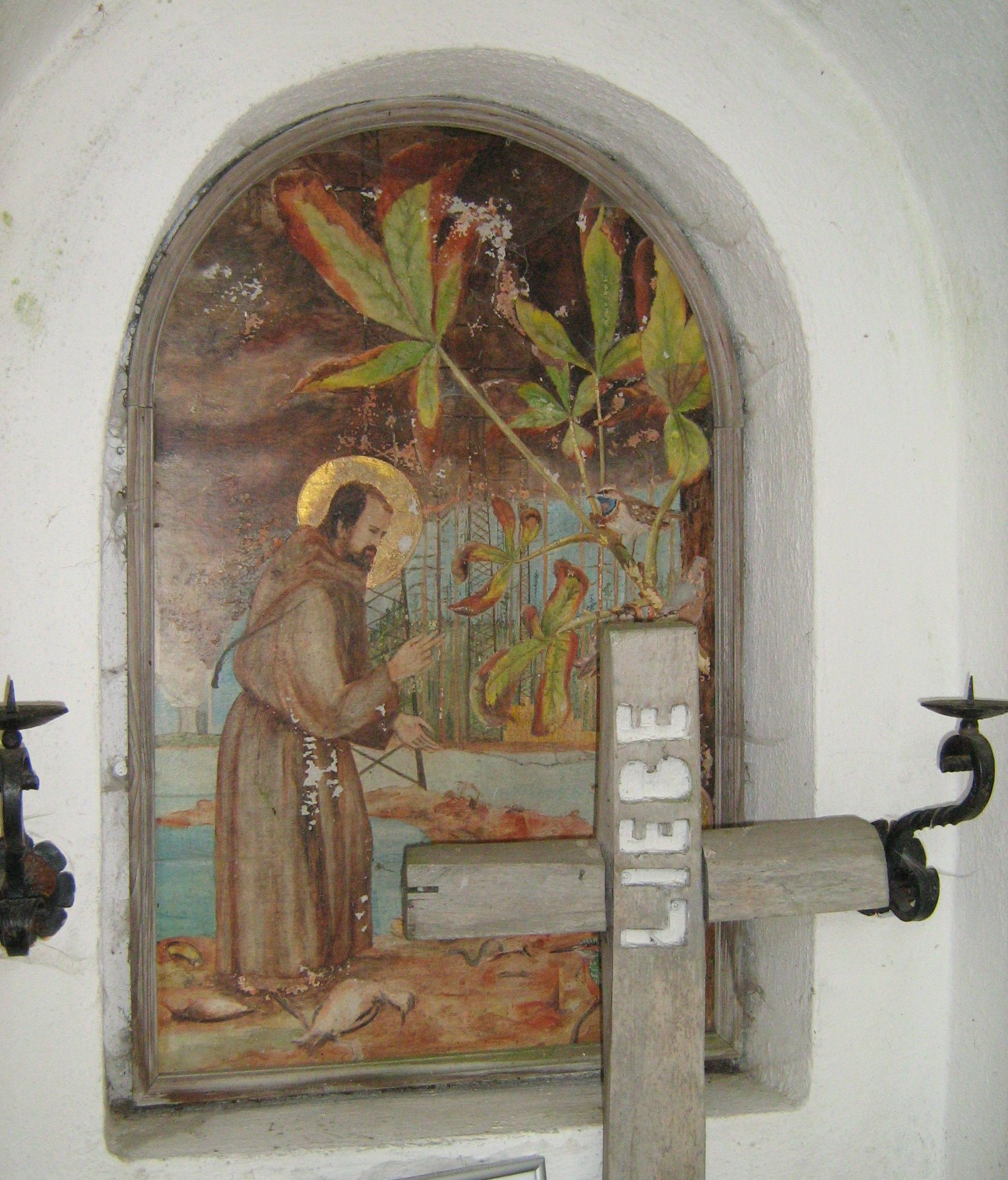
Zeitgenössische Thematisierung der Legende im Franziskus-Marterl: Predigt vor toten Vögeln mit der Wiederaufarbeitungsanlage Wackersdorf im Hintergrund

## Künstlerische Darstellungen
In der Kunstwelt wurde die Thematik der Vogelpredigt in vielfältiger Weise umgesetzt. So wurde sie 1982, im Jahr des 800sten Geburtstags Franz von Assisis, Motiv einer Briefmarke der Deutschen Bundespost. Musikalisch verarbeitete sie Franz Liszt in seiner Légende Nr. 1 St François d’Assise „La prédication aux oiseaux“. In seinem Kinofilm Die Vogelpredigt oder Das Schreien der Mönche von 2005 fordert Regisseur Clemens Klopfenstein von den Schauspielern die Darstellung der Vogelpredigt.